# Bahnhof Gemünden (Main)
Der Bahnhof Gemünden (Main) ist ein regionaler Knotenpunkt in Gemünden am Main im Landkreis Main-Spessart.

## Geschichte
Der Bahnhof wurde als Gemünden an der Ludwigs-Westbahn angelegt, die hier am 1. Oktober 1854 in Betrieb ging. 1873 wurde die aus Elm in Preußen kommende Strecke Flieden–Gemünden in den Bahnhof eingeführt. Gemünden wurde zu einem Gemeinschaftsbahnhof der Preußischen Staatseisenbahnen und der Königlich Bayerischen Staatseisenbahnen. Zum 1. Mai 1912 wurde die Bezeichnung in Gemünden (Main) geändert. Damit sollte einer Verwechslung gegenüber dem Bahnhof Gemünden (Wohra) vorgebeugt werden.

## Bahnhofsanlage
Der Bahnhof verfügt über neun Bahnsteiggleise: ein Hausbahnsteig mit dem durchgehenden Gleis 2 und dem Stumpfgleis 1, sowie drei Inselbahnsteigen (Gleise 4 und 5, 6 und 7, 8 und 9).
Der Hausbahnsteig wird hauptsächlich von der Erfurter Bahn angefahren, vereinzelt auch von der Regionalbahn-Linie 53 (Bamberg –) Würzburg – Schlüchtern. Diese hält hauptsächlich an Gleis 4, während Gleis 5 vom Regional-Express der Linie 55 Würzburg – Frankfurt genutzt wird.
In Gegenrichtung bedient die Regionalbahn Gleis 6 und der Regional-Express Gleis 7. Die Gleise 8 und 9 werden nur noch vereinzelt von der Regionalbahnlinie  Aschaffenburg – Gemünden angefahren. Auch Gleis 1 wird nur noch selten genutzt.
Ein im August 2021 veröffentlichter Entwurf für die Infrastrukturliste zum 3. Gutachterentwurfs des Deutschlandtakts enthält ein „mittiges Puffergleis für 740 m lange Güterzüge Würzburg – Aschaffenburg“. Dafür sind, zum Preisstand von 2015, Kosten von 11 Millionen Euro geplant.
2022 beantragte die Deutsche Bahn den barrierefreier Ausbau des Bahnhofs zusammen mit dem Verkürzung der Bahnsteige zu den Gleisen 2, 4, 5, 6, 7 und 9 sowie einem Rückbau von Gleis 8 auf einer Länge von 210 Metern.

## Betrieb
Gemünden liegt im Tarifgebiet des Nahverkehr Mainfranken (NVM) und wird heute ausschließlich im Schienenpersonennahverkehr bedient.

### Fernverkehr
Im Schienenpersonenfernverkehr hielten bis zum Fahrplanwechsel 2008 noch vereinzelte Intercity-Züge. So legte bis 2006 montags bis freitags ein Intercity-Zugpaar von Frankfurt nach München hier einen Halt ein.
2010 wurde der letzte sonntägliche Intercity von Stralsund nach Würzburg eingestellt. Im Dezember 2014 folgte der samstägliche IC Rottaler Land von Hamburg nach Passau. Seitdem hält in Gemünden planmäßig kein Fernzug mehr.
Im Nachtreisezugverkehr wurden in Gemünden von 2012 bis 2014 die EuroNight-Züge Wien–Hamburg und Wien–Düsseldorf geteilt und vereinigt. Seit Juli 2021 wird hier der ALPEN-SYLT Nachtexpress geflügelt.

### Regionalverkehr
Im Schienenpersonennahverkehr bedienen drei Linien regelmäßig den Gemündener Bahnhof, dazu kommen weitere Einzelzüge:
Die Regional-Express-Linie Frankfurt – Würzburg (– Bamberg) („Main-Spessart-Express“) verkehrt im Stundentakt auf der Main-Spessart-Bahn bis Würzburg, zweistündlich weiter bis Bamberg. Nachts endet ein Zug von Frankfurt bereits in Gemünden. Dabei werden doppelstöckige Triebwagen der Bauart Bombardier Twindexx Vario eingesetzt.
Hinzu kommt die Regionalbahn-Linie Bamberg – Würzburg – Jossa – Schlüchtern. Diese verkehrt ebenfalls im Stundentakt bis Jossa (nach Schlüchtern im Zweistundentakt). Ab Gemünden verkehrt diese Linie auf der Bahnstrecke Flieden–Gemünden weiter nach Jossa – Schlüchtern. Einige Züge enden und starten bereits in Gemünden. Eingesetzt werden Coradia Continental-Triebwagen (Baureihe 440). Morgens fährt ein Zug von Jossa nach Kitzingen. Ebenso starten drei Züge in Lohr Bahnhof, der erste fährt über Würzburg, Kitzingen, Neustadt(Aisch), Fürth nach Nürnberg.
Auf der Bahnstrecke Gemünden–Bad Kissingen verkehrt die Erfurter Bahn im Stundentakt (am Wochenende im Zweistundentakt). Eingesetzt werden Dieseltriebwagen des Typs Stadler Regio-Shuttle RS1.
Der Gemündener Bahnhof wird von folgenden Linien bedient:
| Linie | Strecke | Taktfrequenz | Fahrzeugmaterial | Betreiber            |
| --- | --- | --- | --- | -------------------- |
| RE54 | Main-Spessart-Express: Frankfurt (Main) – Maintal – Hanau – Aschaffenburg – Gemünden (Main) – Würzburg – Schweinfurt – Haßfurt – Bamberg                                          | Zweistundentakt | Baureihe 445 (Twindexx Vario) | DB Regio Bayern      |
| RE55 | Main-Spessart-Express: Frankfurt (Main) – Offenbach – Hanau – Aschaffenburg – Gemünden (Main) – Würzburg (– Schweinfurt – Haßfurt – Bamberg)                                      | Zweistundentakt, davon einzelne Züge ostwärts weiter nach Bamberg, in der HVZ zusätzliche Züge Gemünden-Frankfurt, zwei Zugpaare am Wochenende bis Bamberg ohne Halt in Würzburg  | Baureihe 445 (Twindexx Vario) | DB Regio Bayern      |
| RE10 | Lohr (Main) – Gemünden (Main) – Würzburg – Kitzingen – Neustadt (Aisch) – Fürth – Nürnberg                                                                                        | ein Zug | Baureihe 440 (Coradia Continental) | DB Regio Bayern      |
| RB53 | Mainfrankenbahn: (Schlüchtern –) Jossa – Gemünden (Main) – Würzburg (– Schweinfurt – Haßfurt – Bamberg)                                                                           | Stundentakt | Baureihe 440 (Coradia Continental) | DB Regio Bayern      |
| RB79 | Aschaffenburg – Heigenbrücken – Lohr (Main) – Gemünden (Main) – Würzburg | einzelne Züge | Baureihe 440 Baureihe 425 | DB Regio Bayern      |
| RB50 | Unterfranken-Shuttle: (Schweinfurt Stadt – Schweinfurt Mitte – Schweinfurt – Ebenhausen –) Bad Kissingen – Hammelburg – Gemünden (Main)                                           | Stundentakt mit Taktlücken | Baureihe 650 (Regio-Shuttle) | Erfurter Bahn        |
| Freizeit Express Frankenland: samstags und sonntags fahren zwei Ausflugszüge pro Richtung ohne den Umweg über Würzburg über die Werntalbahn direkt von Gemünden nach Schweinfurt. | Freizeit Express Frankenland: samstags und sonntags fahren zwei Ausflugszüge pro Richtung ohne den Umweg über Würzburg über die Werntalbahn direkt von Gemünden nach Schweinfurt. | Freizeit Express Frankenland: samstags und sonntags fahren zwei Ausflugszüge pro Richtung ohne den Umweg über Würzburg über die Werntalbahn direkt von Gemünden nach Schweinfurt. | Freizeit Express Frankenland: samstags und sonntags fahren zwei Ausflugszüge pro Richtung ohne den Umweg über Würzburg über die Werntalbahn direkt von Gemünden nach Schweinfurt. | Stand: 13. März 2022 |

### Güterverkehr
Gemünden ist zudem ein Knotenpunkt für den Schienengüterverkehr. Durch den Bahnhof verläuft die Nord-Süd-Strecke als wichtige Achse zwischen Hannover und Würzburg.